# Smagliczka drobna
Smagliczka drobna (Alyssum desertorum Stapf) – gatunek rośliny z rodziny kapustowatych. Jako gatunek rodzimy występuje w Eurazji i północnej Afryce. Ponadto został zawleczony do Ameryki Północnej. W Polsce jest gatunkiem rzadkim; rośnie w województwach mazowieckim i podlaskim. 

## Morfologia

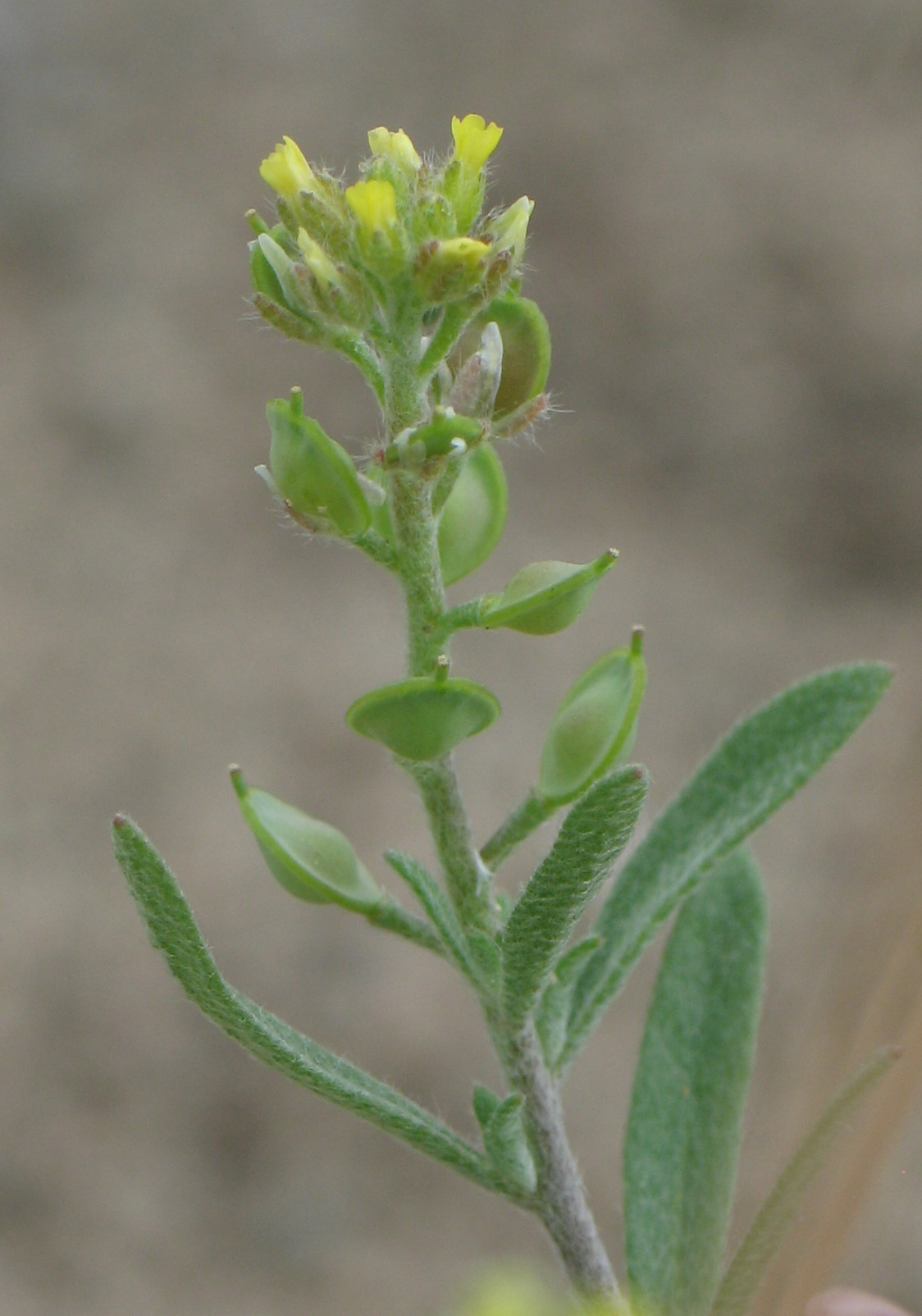
Kwiaty i owoce

ŁodygaDo 15 cm wysokości, pokryta siwymi włoskami gwiazdkowatymi.
LiścieŁopatkowatolancetowate.
KwiatyŻółtawobiałe, zebrane w wydłużony kwiatostan. Pręciki zróżnicowane na dłuższe, bezząbkowe, oskrzydlone oraz krótsze, z uszkami w dolnej części.
OwocNagie, soczewkowate łuszczynki.

## Biologia i ekologia
Roślina jednoroczna. Kwitnie w czerwcu i lipcu. Liczba chromosomów 2n = 32. Gatunek charakterystyczny muraw piaskowych ze związku Koelerion glaucae i zespołu Cerastio-Androsacetum septentrionali.